# Ulica Emilii Plater w Warszawie

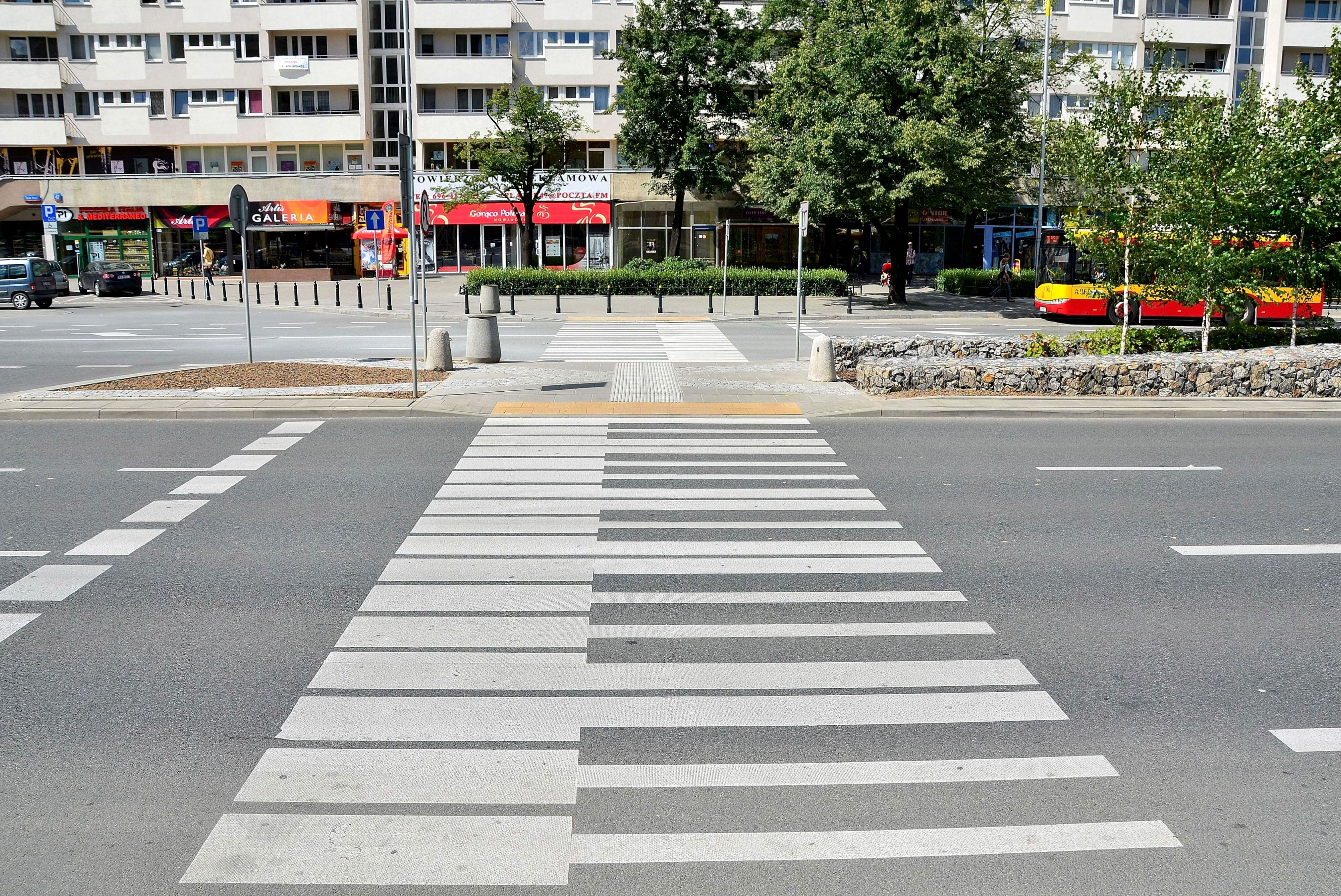
Przejście dla pieszych w formie klawiatury fortepianu

Ulica Emilii Plater – ulica w dzielnicy Śródmieście w Warszawie.
Ulica zaczyna swój bieg od skrzyżowania z Koszykową i kierując się na północ przecina kolejno z obu stron ulice: Wilczą, Hożą, Wspólną, Nowogrodzką, Al. Jerozolimskie oraz Świętokrzyską. Kończy swój bieg przy ul. Twardej.

## Opis
Powstała ok. 1872 w związku z rozplanowywaniem obszaru leżącego w granicach ulic: Marszałkowskiej, Koszykowej i Al. Jerozolimskich. Utworzono ją na mocy uchwały Komitetu Regulacyjnego miasta Warszawy. W 1881 podniesiono jej poziom. Zabudowana była w większości kamienicami czynszowymi autorstwa architekta A. Wayde’a. Na odcinku od ulicy Wspólnej do Nowogrodzkiej biegła między cmentarzem Świętokrzyskim i założonym w 1870 Ogrodem Pomologicznym.
Do 1914 roku praktycznie cała ulica została zabudowana. Od momentu powstania do 1916 roku ulica nosiła nazwę Leopoldyny – przyjmuje się, że od imienia żony ówczesnego prezydenta Warszawy Kaliksta Witkowskiego, chociaż nie miał on żony o imieniu Leopoldyna (był żonaty z Glicerią z Łopacińskich). Obecna nazwa, upamiętniająca Emilię Plater, została nadana w październiku 1916.
Podczas II wojny światowej zabudowa ulicy została częściowo zniszczona. W czasie powstania warszawskiego wzdłuż ulicy przebiegała linia frontu, w wyniku czego spaleniu uległa większość domów między ulicami Hożą i Wspólną oraz dwa narożniki ulicy Wilczej. Po upadku powstania Niemcy wysadzili w powietrze kościół św. św. Apostołów Piotra i Pawła.
Na początku XX wieku obecna ulica Emilii Plater była stosunkowo wąską ulicą łączącą ul. Koszykową z Al. Jerozolimskimi. W związku z budową Pałacu Kultury i Nauki została przedłużona w formie szerokiej alei w kierunku północnym. Nowemu odcinkowi ulicy pomiędzy Al. Jerozolimskimi i ul. Krajowej Rady Narodowej nadano nazwę ulica Emilii Plater uchwałą Rady Narodowej m.st. Warszawy z dnia 25 marca 1959.
Uchwałą z dnia 8 listopada 2012 Rada m.st. Warszawy skorygowała pierwotnie nadaną nazwę ulicy z Plater Emilii na Emilii Plater.
W północnej części ulicy znajdują się dwa przejścia dla pieszych w formie klawiatury fortepianu. Powstały w 2010 w ramach obchodów Roku Chopinowskiego. Nietypowe przejścia mają przypominać o tym, że Warszawa jest miastem, w którym przez 20 lat mieszkał i tworzył Fryderyk Chopin.

## Ważniejsze obiekty
- Kościół Świętych Apostołów Piotra i Pawła
- Kamienica Adolfa Witta
- ul. Emilii Plater 15 – tablica pamiątkowa Tchorka upamiętniająca rozstrzelanie przez Niemców grupy Polaków 1 sierpnia 1944
- ul. Emilii Plater 17 – neobarokowy pałacyk Z. Okoniewskiego z 1900 zaprojektowany przez Juliusza Dzierżanowskiego[12], w okresie powojennym rezydencja ambasadora, najpierw Stanów Zjednoczonych (1948), obecnie Maroka
- Hotel Marriott
- Dworzec Centralny
- Złote Tarasy
- Złota 44
- Hotel InterContinental;
- Sala Kongresowa
- Park Świętokrzyski
- Osiedle Emilia
- Biurowiec Warsaw Financial Center
- Blok mieszkalny osiedla „Mariańska” nazywany „Igrekiem” lub „Wiatrakiem”[13]

## Obiekty nieistniejące
- Akwarium Jazz Club
- Dom Meblowy „Emilia”
- Cmentarz Świętokrzyski